# Маубрэй, Малкольм
Малколм Маубрэй (англ. Malcolm Mowbray, род. 1949) — британский сценарист, продюсер, теле- и кинорежиссёр.
Малколм Маубрэй начал свою карьеру как телережиссёр, снимая эпизоды для сериалов: «Премьера», «Театр BBC2», Objects of Affection. В 1984 году он занялся съёмками полнометражного фильма «Частное торжество», сценарий которого был написан в соавторстве с Аланом Беннеттом, за который впоследствии удосужились награды Evening Standard British Film Awards за лучший сценарий. Так же принимал участие в создании следующих фильмов: «Обувь из крокодиловой кожи», «Замёрзший», «Брат Кадфаэль», «Пирог в небе», «Не говори ей, что это я», «Мстители: Игра для двоих», «Монсеньор Ренар».